# Carlotta Maggiorana
Carlotta Maggiorana (n. 3 ianuarie 1992, Montegiorgio, Marche, Italia) este o actriță și fotomodel italian, care a fost aleasă Miss Italia în 2018.
A participat la concurs în calitate de Miss Marche și a devenit cea de-a patra reprezentată a regiunii Marche care a câștigat concursul Miss Italia. Este prima câștigătoare căsătorită din istoria concursului, ea măritându-se în 2017 cu Emiliano Pierantoni.

## Filmografie

### Filme de cinema
- 2011 : The Tree of Life, regie: Terrence Malick
- 2011 : I soliti idioti - Il film, regie: Enrico Lando
- 2012 : I 2 soliti idioti, regie: Enrico Lando
- 2013 : Un fantastico via vai, regie: Leonardo Pieraccioni

### Filme de televiziune
- 2012 : S.P.A. – sitcom
- 2017 : L'onore e il rispetto - Ultimo capitolo (serial TV)

### Videoclipuri
- Behind You al lui Magdalen Graal (2011)

## Legături externe
- Carlotta Maggiorana la Internet Movie Database